# Glodenii Gândului, Iași
Glodenii Gândului este un sat în comuna Țibănești din județul Iași, Moldova, România.
Toponimul este poetic, dar explicația originii lui mai prozaică: de la numele boierului Gîndu, stăpânul de odinioară al satului. Satul are două biserici ortodoxe și una adventistă.  
Glodenii Gândului, este așezat pe valea pârâului Pietrosu, la 7 km nord -vest de centrul comunei Țibănești, fiind atestat documentar din anul 1896.  